# Marshall Bell
Archibald Marshall Bell (Tulsa, 28 settembre 1942) è un attore statunitense.

## Biografia
Sposato con la costumista Milena Canonero, ha iniziato tardi la sua carriera, a ben 42 anni, ed ha recitato in numerosi film, tra i quali si segnala Stand by Me - Ricordo di un'estate (1986), in cui recita nel ruolo del signor Lachance.

## Filmografia parziale

### Cinema
- Birdy - Le ali della libertà (Birdy), regia di Alan Parker (1984)
- Sette minuti in Paradiso (Seven Minutes in Heaven), regia di Linda Feferman (1985)
- Nightmare 2 - La rivincita (A Nightmare on Elm Street Part 2: Freddy's Revenge), regia di Jack Sholder (1985)
- Pericolosamente insieme (Legal Eagles), regia di Ivan Reitman (1986)
- Manhunter - Frammenti di un omicidio (Manhunter), regia di Michael Mann (1986)
- Stand by Me - Ricordo di un'estate (Stand by Me), regia di Rob Reiner (1986)
- Senza via di scampo (No Way Out), regia di Roger Donaldson (1987)
- Bambola meccanica mod. Cherry 2000 (Cherry 2000), regia di Steve De Jarnatt (1987)
- La grande promessa (Johnny Be Good), regia di Bud S. Smith (1988)
- Tucker - Un uomo e il suo sogno (Tucker: The Man and His Dream), regia di Francis Ford Coppola (1988)
- All'improvviso un maledetto amore (Wildfire), regia di Zalman King (1988)
- I gemelli (Twins), regia di Ivan Reitman (1988)
- Atto di forza (Total Recall), regia di Paul Verhoeven (1990)
- Dick Tracy, regia di Warren Beatty (1990)
- Air America, regia di Roger Spottiswoode (1990)
- Oscar - Un fidanzato per due figlie (Oscar), regia di John Landis (1991)
- La notte dell'imbroglio (Diggstown), regia di Michael Ritchie (1992)
- Amore all'ultimo morso (Innocent Blood), regia di John Landis (1992)
- Il cannibale metropolitano (The Vagrant), regia di Chris Walas (1992)
- Coppia d'azione (Undercover Blues), regia di Herbert Ross (1993)
- Tra cielo e terra (Heaven & Earth), regia di Oliver Stone (1993)
- Sesso e fuga con l'ostaggio (The Chase), regia di Adam Rifkin (1994)
- Il silenzio dei prosciutti, regia di Ezio Greggio (1994)
- Airheads - Una band da lanciare (Airheads), regia di Michael Lehmann (1994)
- Assassini nati - Natural Born Killers (Natural Born Killers), regia di Oliver Stone (1994)
- Il terrore della sesta luna (The Puppet Masters), regia di Stuart Orme (1994)
- Cosa fare a Denver quando sei morto (Things to Do in Denver When You're Dead), regia di Gary Fleder (1995)
- Quando gli elefanti volavano (Operation Dumbo Drop), regia di Simon Wincer (1995)
- Just Looking, regia di Tyler Bensinger (1995)
- Starship Troopers - Fanteria dello spazio (Starship Troopers), regia di Paul Verhoeven (1997)
- Viaggio senza ritorno (Truth or Consequences, N.M.), regia di Kiefer Sutherland (1997)
- Il coraggioso (The Brave), regia di Johnny Depp (1997)
- Crimini invisibili (The End of Violence), regia di Wim Wenders (1997)
- Virus, regia di John Bruno (1999)
- Mercy - Senza pietà (Mercy), regia di Damian Harris (2000)
- Tutta colpa di Sara (Serving Sara), regia di Reginald Hudlin (2002)
- Identità (Identity), regia di James Mangold (2003)
- Truman Capote - A sangue freddo (Capote), regia di Bennett Miller (2005)
- L'alba della libertà (Rescue Dawn), regia di Werner Herzog (2006)
- Art School Confidential - I segreti della scuola d'arte (Art School Confidential), regia di Terry Zwigoff (2006)
- Tutti i numeri del sesso (Sex and Death 101), regia di Daniel Waters (2007)
- Nancy Drew, regia di Andrew Fleming (2007)
- Hamlet 2, regia di Andrew Fleming (2008)
- Puncture, regia di Adam Kassen e Mark Kassen (2010)
- The Rum Diary - Cronache di una passione (The Rum Diary), regia di Bruce Robinson (2011)
- 90 minuti in paradiso (90 Minutes in Heaven), regia di Michael Polish (2015)
- Nessuno di speciale (Mainstream), regia di Gia Coppola (2020)
- Dreams, regia di Michel Franco (2025)

### Televisione
- Poliziotti in città (The Oldest Rookie) – serie TV, 8 episodi (1987-1988)
- Hull High – serie TV, 9 episodi (1990)
- X-Files (The X-Files) – serie TV, episodio 1x10 (1993)
- Hawaii Five-0 – serie TV, episodio 7x09 (2016)

## Doppiatori italiani
Nelle versioni in italiano delle opere in cui ha recitato, Marshall Bell è stato doppiato da:
- Luciano De Ambrosis in Atto di forza (George), L'alba della libertà, Nancy Drew
- Manlio De Angelis in Birdy - Le ali della libertà, Pericolosamente insieme
- Sergio Di Stefano in La grande promessa, I gemelli
- Romano Malaspina in Tucker - Un uomo e il suo sogno, Truman Capote - A sangue freddo
- Sandro Iovino in Starship Troopers - Fanteria dello spazio, Virus
- Giorgio Lopez in Mercy - Senza pietà, Tutta colpa di Sara
- Stefano De Sando in Jarod il camaleonte, Il coraggioso
- Pietro Biondi in Tutti i numeri del sesso, Hawaii Five-0
- Saverio Moriones in Manhunter - Frammenti di un omicidio
- Claudio Capone in Stand by Me - Ricordo di un'estate
- Emilio Cappuccio in All'improvviso un maledetto amore
- Cesare Barbetti in Atto di forza (Kuato)
- Paolo Buglioni in X-Files
- Fabrizio Pucci in Sesso e fuga con l'ostaggio
- Carlo Valli in Cosa fare a Denver quando sei morto
- Maurizio Trombini ne Il cannibale metropolitano
- Gino La Monica in Millennium
- Renato Cortesi in Good Vs Evil
- Dario Penne in CSI - Scena del crimine
- Bruno Alessandro in E-Ring
- Gabriele Martini in Dr. House - Medical Division
- Edoardo Nordio in The Shield
- Giorgio Locuratolo in Fear Itself
- Wladimiro Grana in Art School Confidential - I segreti della scuola d'arte
- Sergio Di Giulio in The Rum Diary - Cronache di una passione